# Condado de Miami (Indiana)
El condado de Miami (en inglés: Miami County), fundado en 1833, es uno de 92 condados del estado estadounidense de Indiana. En el año 2000, el condado tenía una población de 10 369 habitantes y una densidad poblacional de 5 personas por km². La sede del condado es Perú. El condado recibe su nombre en honor a la tribu Miami.

## Geografía
Según la Oficina del Censo, el condado tiene un área total de 977 km², de la cual 973 km² es tierra y 5 km² (0.46%) es agua.

### Condados adyacentes
- Condado de Fulton (norte)
- Condado de Wabash (este)
- Condado de Grant (sureste)
- Condado de Howard (sur)
- Condado de Cass (oeste)

## Demografía
Según la Oficina del Censo en 2007, los ingresos medios por hogar en el condado eran de $39 184 y los ingresos medios por familia eran $45 816. Los hombres tenían unos ingresos medios de $34 595 frente a los $21 311 para las mujeres. La renta per cápita para el condado era de $17 726. Alrededor del 8.00% de la población estaban por debajo del umbral de pobreza.

## Transporte

### Autopistas principales
- U.S. Route 24
- U.S. Route 31
- Ruta Estatal de Indiana 16
- Ruta Estatal de Indiana 18
- Ruta Estatal de Indiana 19
- Ruta Estatal de Indiana 124
- Ruta Estatal de Indiana 218

## Municipalidades

### Ciudades y pueblos
- Amboy
- Bunker Hill
- Converse
- Denver
- Macy
- Mexico
- Peru

Extintos
- Doyle
- Leonda
- Paw Paw
- Wagoners Station

### Áreas no incorporadas
- Bennetts Switch
- Birmingham
- Chili
- Courter
- Deedsville
- Municipio de Erie
- Flora
- Gilead
- Loree
- McGrawsville
- Miami
- New Santa Fe
- North Grove
- Peoria
- Perrysburg
- Pettysville
- Santa Fe
- South Peru
- Stockdale
- Wawpecong
- Wells

### Municipios
El condado de Miami está dividido en 14 municipios:
- Allen
- Butler
- Clay
- Deer Creek
- Erie
- Harrison
- Jackson
- Jefferson
- Perry
- Peru
- Pipe Creek
- Richland
- Union
- Washington